# 仏の密事
仏の密事（ほとけのみそかごと、ほとけのひそかごと）は、一旦覚えた物事を思い出すのが困難な状態を指す。また、よく知っているはずの物事をふと忘れてしまって、どうしても思いだせないこと。
「度忘れ（どわすれ）」などの類語が存在する。

## 由来
様々な諸説はあるが、陸奥国（現在の青森から岩手にかけて）に、江戸時代後期に存在した越路村でのエピソードに由来する。
村に住んでいた、話すことを生業にする男性（現在の落語家、噺家）は人前で話を披露する際には必ず地蔵や仏に祈っていた。その男性の噺は村でどんどんと人気になり、その評判は村の外にも届くほどだった。彼は段々と驕り始め、習慣だった地蔵への祈りを怠り、時には邪魔な位置にあるという理由で地蔵を蹴り上げることもあった。そんな彼の噺の評判はついに弘前藩の藩主の耳にも届く。藩主は、それほどまでに人気のある噺家に興味を持ち、城に呼びつけ、噺を披露させようとした。彼の一世一代の大一番であったが、仏に不義理を働いたバチが当たり、仏によって噺の内容を忘れさせられてしまい、その一番は失敗に終わってしまう。
このエピソードから普段覚えている内容を忘れてしまうことを「仏の密事」と表現されるようになった。